# Goats Head Soup
Goats Head Soup („Ziegenkopfsuppe“) ist das elfte in Großbritannien erschienene Studioalbum der Rolling Stones. Als Produzent fungierte zum letzten Mal Jimmy Miller für die Stones, der in den folgenden Jahren nur noch wenige Aufnahmen machte und 1994 an einer Lebererkrankung starb.
Die Aufnahmen fanden von November 1972 bis Juli 1973 in Jamaika, Los Angeles und London statt. Wie immer wurden die Rolling Stones von zahlreichen Gastmusikern unterstützt: Ian Stewart, Bobby Keys, Billy Preston, Ry Cooder, Nicky Hopkins, Jim Horn, Reebop Kwaku Baah, Chuck Findley und Jimmy Miller.
Das Album enthält einige Hits, unter anderem Doo Doo Doo Doo Doo (Heartbreaker) mit einem Gitarrensolo von Mick Taylor und Mick Jaggers Text über ein zehnjähriges drogenabhängiges Mädchen und die sinnlose Gewalt der New Yorker Polizei. Angie, eines der kommerziell erfolgreichsten Lieder der Rolling Stones (Platz 1 in den amerikanischen Single-Charts), ist eine angeblich der Lebensgefährtin von David Bowie gewidmete Ballade, tatsächlich aber schrieb Keith Richards den Song für seine Tochter Angela. Star Star, der ursprünglich Star Fucker (im Text ersetzt durch „Starbucker“) benannte Schlusssong des Albums, der in drastischen Worten den Lebenswandel eines Groupies beschreibt, sorgt 1973 für einen Skandal. Die Plattenfirma Atlantic Records setzte eine Änderung des Titels durch – trotzdem verbannte BBC-Radio das Stück aus dem Programm.
Am 17. August 1973 erschien die Single-Auskopplung Angie, das Album selbst wurde am 12. September 1973 in den USA veröffentlicht, aber bereits am 31. August 1973 in Europa, pünktlich zum Start ihrer Europa-Tournee, welche am 1. September 1973 in der Wiener Stadthalle begann und am 19. Oktober 1973 in der Deutschlandhalle in Berlin endete. Dieses Konzert war auch gleichzeitig der letzte Live-Auftritt von Mick Taylor mit den Rolling Stones. Ihre bislang größte Europa-Tournee führte die Stones durch 21 Städte in acht Ländern, über 300.000 Menschen besuchten die Konzerte. Die letzte Europatournee lag zu diesem Zeitpunkt bereits drei Jahre zurück. Das mittlerweile erhältliche Live-Album The Brussels Affair ’73 entstand bei einem der letzten Tournee-Auftritte am 17. Oktober in Brüssel.
Für Covergestaltung und -aufnahme war der britische Fotograf David Bailey verantwortlich.
Am 4. September 2020 wurde das Album in überarbeiteter Klangqualität und mit Bonusmaterial (u. a. drei bislang unveröffentlichten Songs) neu veröffentlicht und erreichte in Großbritannien wieder Platz eins der Albumcharts.

## Titelliste
1. Dancing with Mr. D – 4:53
2. 100 Years Ago – 3:59
3. Coming Down Again – 5:54 (Leadsänger: Keith Richards)
4. Doo Doo Doo Doo Doo (Heartbreaker) – 3.26
5. Angie – 4.33
6. Silver Train – 4.27
7. Hide Your Love – 4.12
8. Winter – 5:30
9. Can You Hear the Music – 5:31
10. Star Star – 4:25

## Texte/Übersetzungen/Noten
- The Rolling Stones. Songbook. 155 Songs [1963–1977] mit Noten. Deutsch von Teja Schwaner, Jörg Fauser und Carl Weissner. Mit 75 Alternativübersetzungen von Helmut Salzinger. Zweitausendeins, Frankfurt am Main 1977, S. 280–303, 785–818 und 946–949.

## Kommerzieller Erfolg

### Chartplatzierungen
Das Album erreichte in den britischen und amerikanischen Charts Platz 1, mit vier Wochen an der Spitze der US-Charts war es genau so erfolgreich wie Sticky Fingers und Exile on Main St. In Deutschland erreichte die Neuauflage wie das Original erneut Rang zwei der Albumcharts. In den deutschen Vinylcharts erreichte die Neuauflage die Spitzenposition im Oktober 2020, was es zur meistverkauften Schallplatte des vorangegangenen Monats macht. Die Band erreichte nach Blue & Lonesome zum zweiten Mal die Chartspitze dieser Chartliste.
| ChartsChartplatzierungen       | Höchstplatzierung | Wochen |
| ------------------------------ | ----------------- | ------ |
| Deutschland (GfK)              | 2 (31 Wo.)        | 31     |
| Österreich (Ö3)                | 1 (17 Wo.)        | 17     |
| Schweiz (IFPI)                 | 3 (6 Wo.)         | 6      |
| Vereinigte Staaten (Billboard) | 1 (39 Wo.)        | 39     |
| Vereinigtes Königreich (OCC)   | 1 (17 Wo.)        | 17     |

### Auszeichnungen für Musikverkäufe
| Land/Region                  | Auszeichnungen für Musikverkäufe (Land/Region, Auszeichnung, Verkäufe) | Verkäufe  |
| ---------------------------- | ---------------------------------------------------------------------- | --------- |
| Deutschland (BVMI)           | Gold                                                                   | 250.000   |
| Frankreich (SNEP)            | Gold                                                                   | 100.000   |
| Schweden (IFPI)              | Gold                                                                   | 25.000    |
| Vereinigte Staaten (RIAA)    | 3× Platin                                                              | 3.000.000 |
| Vereinigtes Königreich (BPI) | Gold                                                                   | 100.000   |
| Insgesamt                    | 4× Gold · 3× Platin ·                                                  | 3.475.000 |

Hauptartikel: The Rolling Stones/Auszeichnungen für Musikverkäufe